# 单大年
单大年（1939年8月—2025年7月5日），男，江苏江阴人，中华人民共和国政治人物。曾任中国国民党革命委员会武汉市委员会主任委员，武汉市人大常委会副主任，武汉市政协副主席等职。第九届、第十届全国政协委员。

## 生平
1960年，毕业于山东大学物理系磁学专业。历任武汉大学物理系助教，武汉拖拉机厂技术员，机电部武汉计算机外部设备研究所副主任、副所长、总工程师。1988年，任武汉工程科学技术研究院院长。1990年至1998年，任武汉市人民政府东湖开发区管委会总工程师。
1994年3月至1998年1月，任武汉市政协副主席。1998年1月至2007年1月，任武汉市人大常委会副主任。2025年7月5日13时9分，在武汉逝世。

## 社会职务
- 第九届、第十届全国政协委员（1998年3月—2008年3月）
- 中国国民党革命委员会武汉市委员会主任委员（1997年—2007年）
- 中国国民党革命委员会湖北省委员会副主任委员（1997年6月—2007年5月）[4]